# 안동역시외버스정류장
안동역시외버스정류장은 경상북도 안동시 운흥동에 있는 시외버스 정류장이다.
2011년 1월 24일에 운흥동에 있었던 기존 안동버스터미널이 송현동으로 이전하면서 안동 도심상권 침체와 영양·청송지역 주민들의 도심 상권 및 병·의원 이용 불편에 따른 불만이 높다는 민원이 자주 발생하자, 2011년 2월 25일에 경상북도에서 안동시의 건의사항을 받아들여 도로 양쪽에 정차지 신설과 승차를 위한 매표소 설치를 승인했다. 영남권 노선만 정차하며 대부분 영양으로 가는 시외버스이다.

## 주요 운행 노선

### 시외버스
| 방면        | 행선지                                                             |
| ----------- | ------------------------------------------------------------------ |
| 영남권 방면 | 경주, 부산, 수비, 안강, 영덕, 영양, 울산, 주왕산, 진보, 청송, 포항 |

## 위치
- 안동역에서 구 안동버스터미널[3] 방향으로 400m
- 안동초등학교 건너편에 위치[4]